# Piero Montecchi (cestista)
Piero Montecchi (Reggio Emilia, 1º marzo 1963) è un ex cestista italiano.
Papero Montecchi, come veniva scherzosamente soprannominato, iniziò la carriera con la Pallacanestro Reggiana. Nel 1987, dopo aver impressionato Dan Peterson, passò alla titolata Olimpia Milano, con la quale vinse una Coppa Campioni nel 1988 e uno scudetto nel 1989. Alle "scarpette rosse" rimase fino al 1992. In seguito giocò con Varese, Cantù e, dopo il rientro nella sua città natale, con Reggio Emilia e con squadre reggiane dei campionati minori.

## Nazionale
Con la Nazionale italiana, con la quale ha esordito nel 1987, vanta l'aver partecipato al Campionato Europeo di Atene del 1987.

## Palmarès
- Campionato italiano: 1

Olimpia Milano: 1988-89
- Coppa dei Campioni: 1

Olimpia Milano: 1987-88
- Coppa Intercontinentale: 1

Olimpia Milano: 1987